# Травино
Тра́вино (рос. Травино) — присілок у складі Нікольського району Вологодської області, Росія. Входить до складу Нікольського сільського поселення.

## Населення
Населення — 107 осіб (2010; 115 у 2002).
Національний склад (станом на 2002 рік):
- росіяни — 99 %